# Painten
Painten è un comune tedesco di 2 227 abitanti, situato nel land della Baviera.